# Martín Alaníz
Diego Martín Alaníz Ávila (ur. 19 lutego 1993 w Melo) – urugwajski piłkarz występujący na pozycji ofensywnego pomocnika lub skrzydłowego, od 2025 roku zawodnik boliwijskiego Bloomingu.

## Kariera klubowa
Alaníz jest wychowankiem akademii juniorskiej klubu Defensor Sporting z siedzibą w stołecznym Montevideo, jednak nie potrafiąc się przebić do seniorskiej drużyny rozpoczynał swoją profesjonalną karierę jako osiemnastolatek na wypożyczeniu w drugoligowym zespole Juventud de Las Piedras. Tam mimo młodego wieku regularnie pojawiał się na boiskach, a na koniec sezonu 2011/2012 awansował z Juventudem do najwyższej klasy rozgrywkowej. Bezpośrednio po tym został zawodnikiem innej stołecznej ekipy – River Plate Montevideo, w której barwach za kadencji szkoleniowca Guillermo Almady zadebiutował w urugwajskiej Primera División, 24 marca 2013 w przegranym 2:4 spotkaniu z Liverpoolem. Początkowo pełnił rolę rezerwowego, lecz już w kolejnym sezonie był jednym z ważniejszych graczy drużyny i premierowego gola w pierwszej lidze strzelił 27 października 2013 w zremisowanej 1:1 konfrontacji z Montevideo Wanderers. Ogółem w barwach River występował przez dwa lata bez większych sukcesów.
Latem 2014 Alaníz wyjechał do Meksyku, wraz ze swoim kolegą klubowym Hamiltonem Pereirą na zasadzie rocznego wypożyczenia zostając zawodnikiem tamtejszego klubu Monarcas Morelia. W Liga MX zadebiutował 2 sierpnia 2014 w przegranym 0:4 meczu z Leónem, natomiast pierwszego gola zdobył 31 sierpnia tego samego roku w przegranym 2:3 pojedynku z Pueblą. Barwy Morelii reprezentował łącznie przez pół roku bez większych sukcesów, po czym jego wypożyczenie zostało skrócone, a on sam został wypożyczony po raz kolejny, tym razem do argentyńskiego Argentinos Juniors ze stołecznego Buenos Aires. W argentyńskiej Primera División zadebiutował 15 lutego 2015 w wygranej 2:0 konfrontacji z Atlético de Rafaela, lecz przez sześć miesięcy spędzone w tej ekipie również nie odniósł żadnych osiągnięć, pełniąc wyłącznie rolę rezerwowego zawodnika formacji ofensywnej.
| Sezon     | Klub                    | Kraj      | Rozgrywki        | Mecze | Bramki |
| --------- | ----------------------- | --------- | ---------------- | ----- | ------ |
| 2011/2012 | Juventud de Las Piedras | Urugwaj   | Segunda División | 12    | 2      |
| 2012/2013 | River Plate Montevideo  | Urugwaj   | Primera División | 10    | 0      |
| 2013/2014 | River Plate Montevideo  | Urugwaj   | Primera División | 25    | 3      |
| 2014/2015 | Monarcas Morelia        | Meksyk    | Liga MX          | 14    | 2      |
| 2015      | Argentinos Juniors      | Argentyna | Primera División | 6     | 0      |
| 2015/2016 | River Plate Montevideo  | Urugwaj   | Primera División |       |        |